# Denez Prigent
Denez Prigent nascut el 17 de febrer del 1966 a Santec, Bretanya, és un cantant bretó que compon, lletres i música, seguint un estil inspirat en el gwerz (cant dramàtic de Bretanya) i en el kan ha diskan (cançons de festa per a ballar).

## Primeres actuacions importants
Tot i l'educació incial a casa en francés a Ar Releg-Kerhuon, prop de Brest, Denez Prigent descobreix molt jove a Santeg el cant tradicional, tant a la missaja catòlica com a ca l’àvia, que participava en nombroses Fest-noz amb Alain Leclère (iniciat pel gran mestre del kan ha diskan Manuel Kerjean) i amb Louise Ebrel (de les llegendàries Germanes Goadec). Uns anys més tard, Denez Prigent va guanyar diversos primers premis al Kan ar Bobl, el concurs de cant més prestigiòs de Bretanya (1r premi de kan ha diskan 1987, 1r premi de nova cançó en llengua bretona 1988 i el 1r premi a la categoria de cant tradicional 1990).
El 1992 canta a cappella als Transmusicales de Rennes davant un públic de rock. Esta actuació és un èxit i li obri les portes de les grans reunions musicals de França i de l'estranger, com ara el festival Jazz in Montreux, les Francofolies, le Midem, le Printemps de Bourges, le Zénith de Paris, el festival Voice of Asia (Kazakhstan), le Coup de Coeur Francophone (Quebec), el festival Mitte Europa (Alemanya-Àustria), el festival Celtic Connexion (Escòcia) o l'Exposició Internacional de Lisboa (Portugal).

## Primers discos
Eixe mateix any es publica el seu primer àlbum Ar gouriz koar (El cinturó de cera) constituït principalment per cants a cappella.
El seu segon disc Me 'Zalc'h Ennon ur Fulenn Aour (Guarde en mi una espurna d'or) ix a la venda el 1997. És un treball avantguardista que combina la música tradicional amb música electrònica (jungle, trip hop, house...) que té èxit nacional i internacional.
L'any 1998, participa en la creació d'Alan Simon Excalibur, la llegenda dels celtes, al costat de Roger Hodgson (cantat de Supertramp), Angelo Branduardi i Didier Lockwood.

## La consagració
El 2000 trau el seu disc Irvi (Camins de bromera). Encara que la música electrònica hi és present, es troba ben combinada amb tots els estils a causa de les nombroses participacions. Denez Prignet convida Bertrand Cantat, el cantant de Noir Désir, Lisa Gerrard la veu de Dead Can Dance, així com el jazzman Louis Sclavis, el violinista Valentin Clstrier i el gaitista Davy Spillane, figura emblemàtica de la música irlandesa. El tema «Gortoz a ran» (el primer del disc) formarà part de la banda sonora original de la pel·lícula Black Hawk Abatut dirigida per Ridley Scott (2001).
L'àlbum Sarac'h (nom donat al soroll que fa el vent entre les fulles) ix el 2003. Este disc compta amb importants col·laboracions, com ara la de Lisa Gerrard, Yanka Rupkina, la cantant Mari Boine o el músic de busuqui Donal Lunny. El disc conté una barreja de sons acústics i música electrònica que obté reconeixements dels mitjans i del gran públic. En 2004 rep Le Gran Prix du Disque - Le Télégramme.
Posteriorment, Denez Prigent ha cantat en escenaris prestigiosos com ara l'Estadi de França, al Paléo Festival Nyon (Suïssa), barri de Bercy, al Théâtre de la Ville de París...

## Discografia
Àlbums
- 1993 : Ar gouriz koar - Silex/Auvidis, reeditat en 1996 amb cançons inèdites
- 1997 : Me 'Zalc'h Ennon ur Fulenn Aour - Barclay/Universal
- 2000 : Irvi - Barclay/Universal
- 2002 : Live Holl a-gevret ! (directe al Festival Intercèltic de Lorient) - Barclay/Universal
- 2003 : Sarac'h - Barclay/Universal
- 2015 : Ul liorzh vurzudhus - An enchanting garden

Participacions
- 1995 : Dao Dezi de Deep Forest - Sony
- 1998 : Excalibur, la llegenda dels celtes d'Alan Simon - Sony
- 1998 : Festival Intercèltic de Lorient
- 2002 : B.O. du film Black Hawk Down de Ridley Scott[2]
- 2002 : B.O del documental L'Odissea l'espècie (compon dos temes qmb Yvan Cassar) - Universal
- 2003 : Nit Cèltica a l'Estadi de França
- 2005 : La Saint-Patrick à BercyBercy
- 2008 : 2a Nit Intercèltica a l'Estadi de Rennes